# Schitt's Creek
Schitt's Creek är en kanadensisk TV-sitcom skapad av Dan Levy och hans far, Eugene Levy. Serien sändes på CBC Television från 2015 till 2020 och består av 80 avsnitt fördelade på sex säsonger.
Serien är producerad av Not a Real Company Productions  och Canadian Broadcasting Corporation, och följer de prövningar och vedermödor som möter den tidigare stenrika familjen Rose. Efter att deras företagsledare förskingrat familjeföretaget Rose Video förlorar familjen sin förmögenhet och flyttar till Schitt's Creek, en stad som de en gång köpte som ett skämt. De bor där på ett sjabbigt motell, och Johnny (Eugene Levy) och Moira (Catherine O'Hara) måste tillsammans med sina vuxna barn, David (Dan Levy) och Alexis (Annie Murphy) anpassa sig till livet utan rikedom.

## Rollista ( i urval)
- Eugene Levy som Johnny Rose, en före detta videobutikskedjemagnat som måste lära sig vad det innebär att vara far och make efter förlusten av familjens rikedom och inkomst
- Catherine O'Hara som Moira Rose, den excentriska före detta stjärnan i såpoperan Sunrise Bay Hon har ett engagemang för glamour, en hård tro på sitt egen kändisskap och använder ofta ett omfattande ordförråd med en oigenkännlig accent.
- Daniel Levy som David Rose, den konst- och modebesatta pansexuelle sonen till Johnny och Moira som längtar tillbaka till sitt urbana singelliv i New York City
- Annie Murphy som Alexis Rose, den flyktiga rikemansdottern som har överlevt flera upprörande och ibland farliga möten i främmande länder
- Jennifer Robertson som Jocelyn Schitt, borgmästarens jordnära fru, lokal lärare och ledare för kvinnornas a cappella-grupp The Jazzagals
- Emily Hampshire som Stevie Budd, den sardoniska kontoristen och senare ägare till motellet där rosorna bor, som blir Davids bästa vän
- Tim Rozon som Mutt Schitt (säsong 1–2; gästar i säsong 3–4), Roland och Jocelyns oambitiösa men nöjda son, och Alexis kärleksintresse
- Chris Elliott som Roland Schitt, den ovårdade, nyfikne och ofta irriterande borgmästaren i Schitt's Creek som så småningom börjar arbeta på motellet med Johnny och Stevie
- Dustin Milligan som Ted Mullens, stadens stilige veterinär och Alexis söta och känsliga kärleksintresse som ofta har en ordvits om djur på lager
- Karen Robinson som Veronica "Ronnie" Lee, en medlem av kommunfullmäktige och en ledande medlem av Jazzagals som ofta stöter på huvudet med Patrick
- Sarah Levy som Twyla Sands, den orubbligt glada servitrisen, senare ägaren, på Café Tropical som ofta berättar tragiska och upprörande historier om sin barndom på ett bekymrat optimistiskt sätt
- John Hemphill som Bob Currie (med säsong 1–4, återkommande säsong 5–6), ägare av Bob's Garage och en medlem av kommunfullmäktige som ofta pratar om sin fru (senare ex-fru) Gwen
- Noah Reid som Patrick Brewer (säsong 3–6), Davids varmhjärtade affärspartner och senare make som, innan han träffade David och insåg att han var gay, var i ett på-igen/av-igen-förhållande med sin gymnasieflickvän Rachel